# Gregory J. Lucas
Gregory J. Lucas est un acteur, producteur et réalisateur américain surtout remarqué pour son rôle d'Andrew dans le film Vacationland en 2006.

## Filmographie
| Année | Titre                      | Rôle                      | Notes           |
| 2010  | Away (court métrage)       | Greg                      | rôle principal  |
| 2008  | Indie (court métrage)      | Sike                      | rôle principal  |
| 2007  | Le Portrait de Dorian Gray | Dorian's Crew             | rôle secondaire |
| 2007  | Beautiful Obsessions       | Blue                      | rôle principal  |
| 2006  | Six Degrees                | Club Goer                 | rôle secondaire |
| 2006  | Vacationland               | Andrew                    | rôle principal  |
| 2006  | Forgiveness                | Johnny                    | rôle principal  |
| 2001  | Zoolander                  | Le mannequin dans le club | rôle secondaire |